# Rue Villars
La rue Villars est une voie de la ville de Nantes, dans le département français de la Loire-Atlantique.

## Situation et accès
La rue Villars, qui marque la limite entre les quartiers du Centre-ville et de Dervallières - Zola, relie la rue Chevert, pour aboutir en impasse après avoir été traversée par la rue Lamoricière. Elle est bitumée et ouverte à la circulation automobile.
À l'extrémité est de la rue, la Chézine passe dans un canal souterrain qui la conduit vers la Loire.

## Origine du nom
Le nom actuel de la rue lui fut attribué en l'honneur de Claude Louis Hector de Villars, l'un des généraux les plus brillants du règne de Louis XIV.

## Historique
Le terrain de cette impasse (comme celles des rues de Bayard et Maréchal-de-Gassion) avait été donné à la Ville par M. Le Mercier de la Clémencière, sous la condition qu’elle soit prolongée, au-delà de la Chézine, jusqu’à la rue Arsène-Leloup, mais cette condition ne fut jamais remplie.

## Bâtiments remarquables et lieux de mémoire

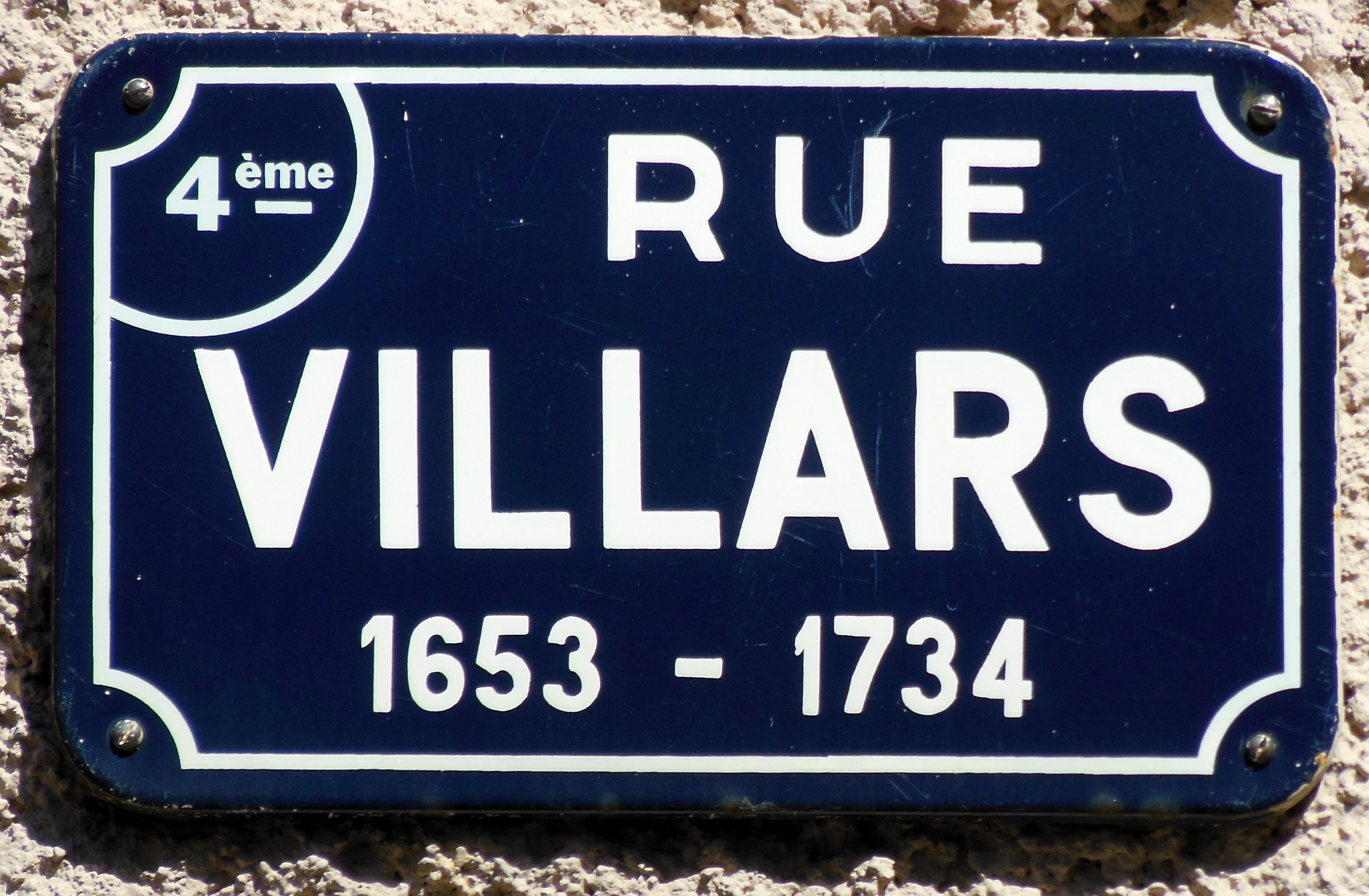
Rue Villars, panneau
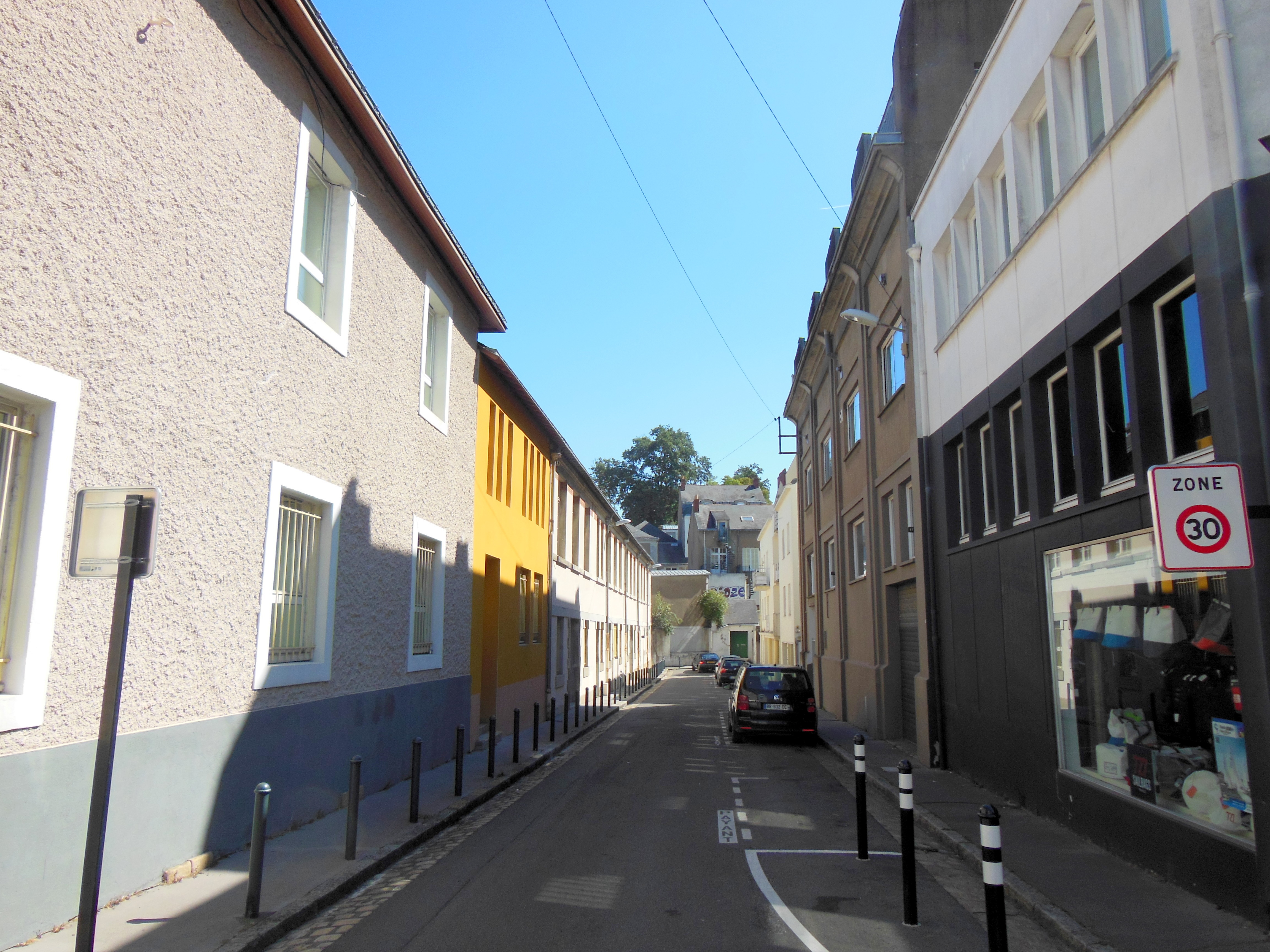
Rue Villars, section est